# Bacchisa jeanvoinei
Bacchisa jeanvoinei es una especie de escarabajo longicornio del género Bacchisa, tribu Astathini, subfamilia Lamiinae. Fue descrita científicamente por Pic en 1953.

## Descripción
Mide 14 milímetros de longitud.

## Distribución
Se distribuye por Vietnam.